# Somerleyton Hall

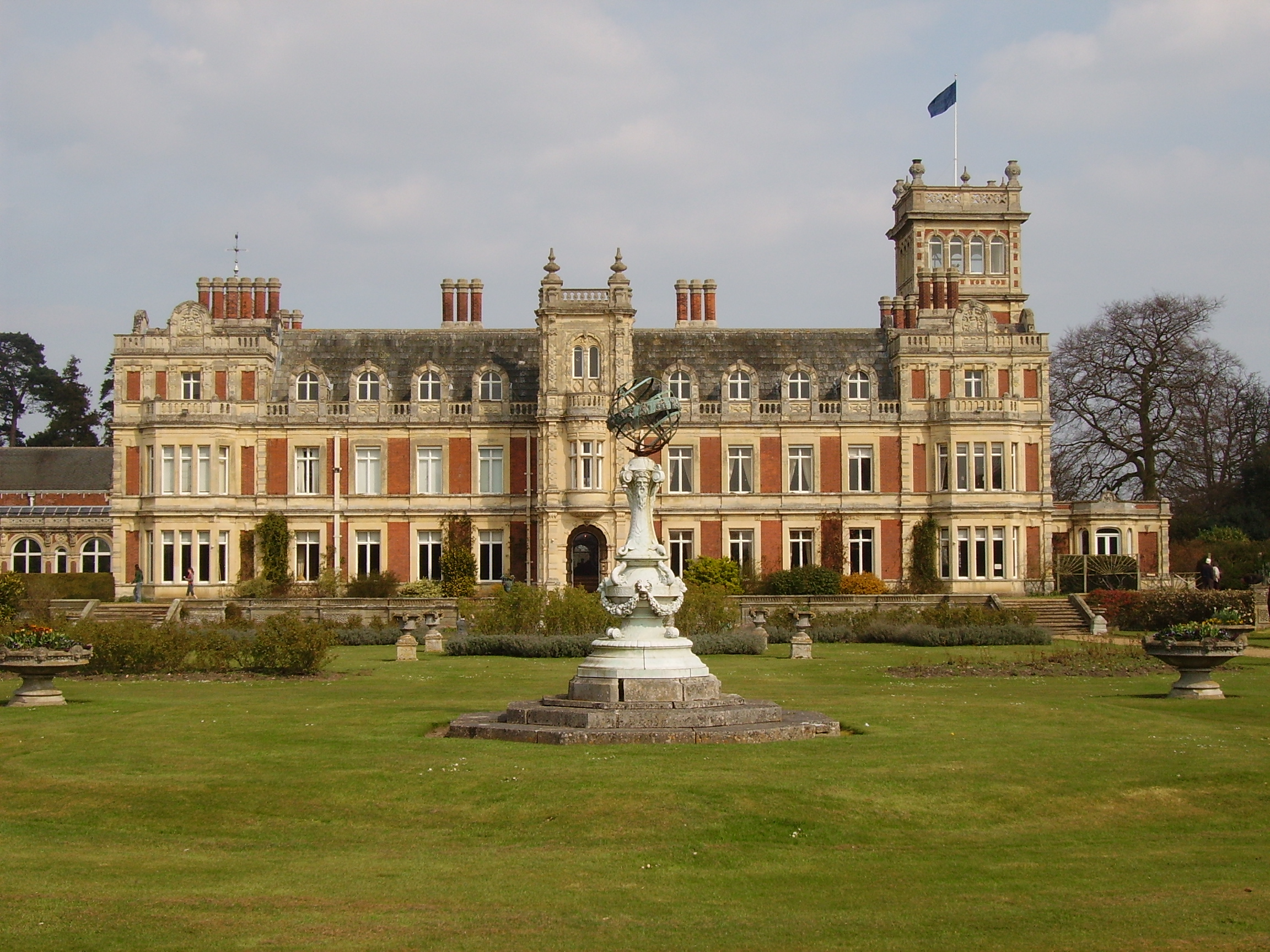
Somerleyton Hall - The garden front

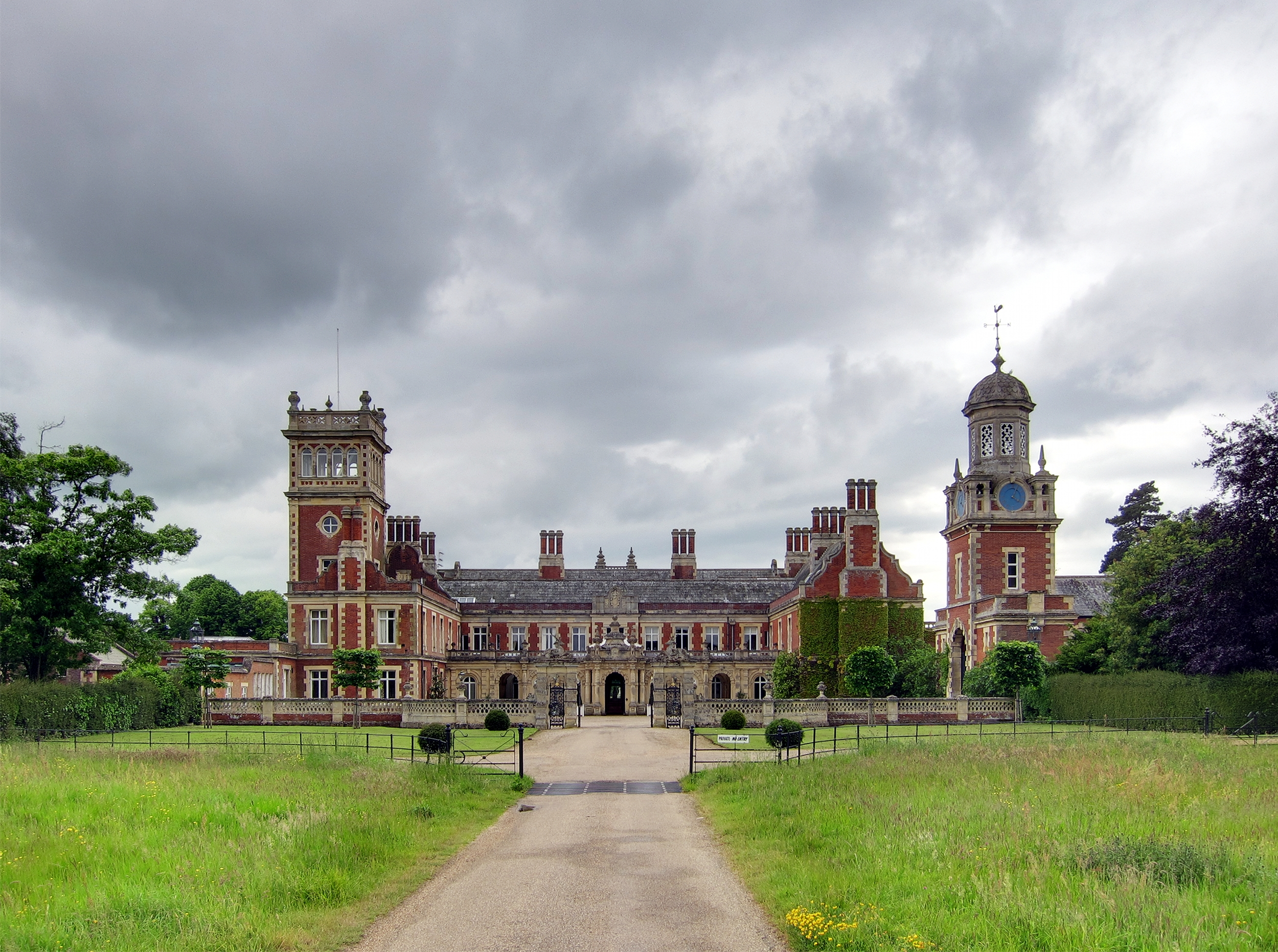
Entrada a Somerleyton Hall

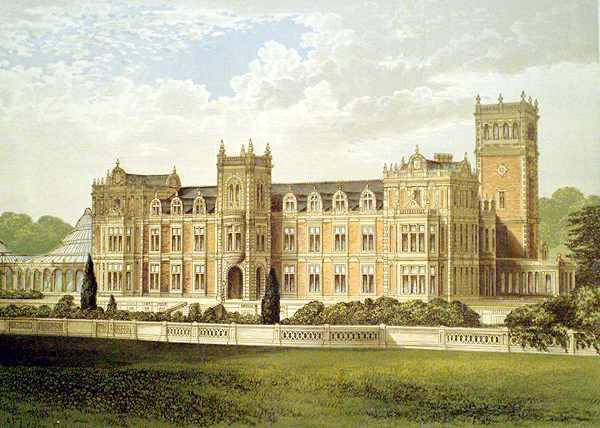
Dibujo de Somerleyton Hall en 1880 The Winter Garden (conservatory) a la izquierda, que fue demolido en 1914

Somerleyton Hall es una casa de campo situada en el pueblo de Somerleyton en el condado de Suffolk, Inglaterra. Es notable su jardín.
En 1240, Sir Peter Fitzosbert, cuya hija se casó son un miembro de la familia Jernegan, construyó una casa señorial donde hoy esta Somerleyton Hall. La línea masculina de los Fitzosbert se acabó, y los Jernegans mantuvieron las propiedades hasta 1604 cuando John Wentworth las compró. Éste transformó Somerleyton Hall en una mansión tudor-jacobina típica de East Anglia. Entonces pasó a la familia Garney. En siguiente propietario fue el Almirante Sir Thomas Allin, nativo de Lowestoft. Tomó parte en la Batalla de Lowestoft (1665) y la Batalla de Sole Bay en Southwold en 1672. 
Somerleyton Hall y su parque fueron adquiridos en 1843 por Sir Samuel Morton Peto, y durante los siete años siguientes, llevó a cabo una reconstrucción extensiva. Las pinturas fueron encargadas especialmente para la casa, y los jardines y terrenos fueron completamente rediseñados. Peto empleó al arquitecto favorito del Príncipe Alberto, John Thomas.
En 1863 los terrenos de Somerleyton Hall fueron vendidos a Sir Francis Crossley de Halifax, West Yorkshire quien, como Peto, era un filántropo, constructor y Miembro del Parlamento. Savile, el hijo de Sir Francis, fue nombrado Barón de Somerleyton en 1916. Actualmente la casa es propiedad del actual Barón de Somerleyton y está habitada por la familia. El lema de la familia es “todo lo bueno viene de arriba”.
Los jardines formales cubren una superficie de 49.000 metros cuadrados. Están formados por un laberinto de tejo creado por William Andrews Nesfield en 1846, y la cresta y el surco del invernadero fueron creados por Joseph Paxton, arquitecto del Crystal Palace. También hay un jardín vallado, un aviario, una loggia y una pérgola de 90 metros de largo cubierta de rosas y wisteria. Las zonas más informales están adornadas con rododendros y azaleas.